# Christian Henrik Hansen
 Der er flere personer med dette navn, se Christian Hansen.
Christian Henrik Hansen (4. august 1797 på Holmegård – 17. december 1868) var en dansk landmand, brygger og politiker.
Han var født på Holmegård ved Næstved, hvor hans far, Jens Hansen (1752-1832) da var forpagter. Hans mor hed Juliane Marie f. Hofmeyer.
Han gik 1809-12 i Herlufsholm Skole, var derefter i tre år skriver på Vallø Birks kontor og tog 1821 dansk-juridisk eksamen. 1817-26 var han forvalter på forskellige herregårde. 1828-42 forpagter af Christiansdal ved Odense og købte desuden i 1830 Kragsbjerggård og siden et par andre større gårde i området.
I 1833 indgav C.H. Hansen en klage til Rentekammeret over vejvæsenets vilkårlighed med hensyn til naturalarbejdets fordeling og andre misbrug og gentog 1834-35 i bladartikler sine påstande. Dette førte til langvarige retssager (1836-44), som pådrog ham bøder og et års censur, men indbragte ham tak fra flere sider (nogen gav ham endda penge for at dække hans omkostninger) og gav til dels stødet til vejforordningen 1841.
C.H. Hansen udgav 1838-39 et par småskrifter om Sognepræstens og Bondens gjensidige Forhold. Han fik tilnavnet "Vej-Hansen", og valgtes til stænderdeputeret 1837 og på ny 1841, men mødte kun op til samlingerne i 1840 og 1842. Han blev i 1842 valgt som suppleant i Odense Amtsråd. Efter at have solgt sine gårde flyttede han 1845 til Odense, hvor han blev brygger, og opførte mange bygninger og var borgerrepræsentant 1846-50.
Endelig var han 1849-1852 folketingsmand for Odense Amts 7. kreds og hørte til Bondevennerne. 1851 solgte han bryggeriet og havde siden flere landejendomme, men tilsatte derved sin formue og tilbragte sine sidste år i Odense i fattigdom. Hans gamle stridbarhed kom endnu 1868 til udbrud i et flyveskrift: Gjengangerbreve til Spionen Molzen (osv.), som opfriskede mindet om hans søn Jens Julius Hansens affære i februar 1865.
C.H. Hansen blev i 1827 viet til Bertha Maria Ammentorp (1805-1848), datter af præst Christian D. Ammentorp i Dalum.

## Børn
- Jens Julius "Jules" Hansen (1828-1908), fransk ambassaderåd, justitsfuldmægtig og forfatter
- Christian Ditlev Ammentorp Hansen (1843-1916), apoteker, fabrikant, godsejer og etatsråd Chr. Hansens teknisk-kemiske Laboratorium A/S
- Christiane Lorentine Hansen (1846-?)